# Boy van Wilgenburg
Aart Josephus ("Boy") van Wilgenburg (Amsterdam, 16 september 1902 – Alkmaar, 22 december 1955) was een topzwemmer uit Nederland, die namens zijn vaderland eenmaal deelnam aan de Olympische Spelen: 'Parijs 1924'.
In de Franse hoofdstad, in het 50-meterbassin van het zwemstadion Georges Valéry van Parijs, strandde Van Wilgenburg voortijdig (tweede serie) op de 100 meter rugslag. Zijn ploeg- en landgenoot Piet van Senus werd eveneens uitgeschakeld in de voorronde van hetzelfde zwemonderdeel. 